# Alive on Arrival
Albums de Steve Forbert
Jackrabbit Slim
(1979)
Alive on Arrival, sorti en 1978, est le premier album du chanteur et guitariste folk rock américain Steve Forbert.

## Historique
L'album est enregistré au A&R Studio R1, à New York aux États-Unis, par l'ingénieur du son Glenn Berger.
Produit par Steve Burgh, l'album sort en 1978 sur le label Nemperor Records.
Allmusic lui a attribué une note de quatre étoiles.

## Titres
Tous les titres sont de Steve Forbert. 

### Face 1
1. Goin' Down to Laurel
2. Steve Forbert's Midsummer Night's Toast
3. Thinkin'
4. What Kinda Guy?

### Face 2
1. Big City Cat
2. Grand Central Station, March 18, 1977
3. Tonight I Feel So Far Away from Home
4. Settle Down
5. You Cannot Win If You Do Not Play

### Musiciens
- Steve Forbert : chant, guitare et harmonica
- Steve Burgh : lead guitar
- Barry Lazarowitz : batterie et tambourin
- Hugh McDonald : guitare basse et guitare électrique sur What Kinda Guy?
- Robbie Kondor : piano et orgue
- Harvey Shapiro : pedal steel guitar
- David Sanborn : saxophone alto sur Big City Cat
- Brian Torff : basse acoustique sur Tonight I Feel So Far Away from Home